# كبريتات السكانديوم
كبريتات السكانديوم مركب كيميائي صيغته Sc2(SO4)3، ويوجد على هيئة صلب أبيض.

## التحضير
يحضر المركب من تسخين محلول من نترات السكانديوم مع حمض الكبريتيك.

## الخواص
يوجد المركب في الشروط القياسية على هيئة صلب أبيض اللون، وينحل في الماء بشكل جيد جداً؛ ويتبلور وفق نظام بلوري ثلاثي متساوي الأحرف؛ ويتفكك بالتسخين عند درجات حرارة تتجاوز 600 °س.